# Prisma
Prisma — мобильное приложение, позволяющее переносить художественный стиль на фотографии пользователей с помощью нейронной сети. Программный продукт был создан компанией Prisma Labs в 2016 году и вошел в топ-10 приложений 2016 по версии App Store и Google Play.

## История
Приложение Prisma от компании Prisma Labs было опубликовано для бесплатного скачивания на App Store 11 июня 2016 года. Prisma позволяет обрабатывать изображения (в частности, фотографии) в стиле работ известных художников. Принципиальная новизна приложения заключается в том, что обработка происходит не с помощью наложения фильтров, изображение анализируется нейронной сетью, после чего полностью перерисовывается.
Компания Prisma Labs была основана Алексеем Моисеенковым, Андреем Усольцевым, Олегом Поягановым, Ильей Фроловым и Арамом Харди.
По данным системы аналитики App Annie, за девять дней приложение Prisma стало одним из самых скачиваемых в десяти странах: России, Белоруссии, Эстонии, Молдавии, Киргизии, Узбекистане, Казахстане, Латвии, Армении, Украине. Первым инвестором компании стал Алексей Губарев, компания Servers.com, которая предоставила сервера для роста проекта по всему миру. Ментором проекта Prisma выступает сооснователь Gagarin Capital Николай Давыдов, ранее выступивший в роли ментора белорусского приложения MSQRD, выкупленного в итоге компанией Facebook. 1 августа 2016 года количество обработанных фотографий составило 1 млрд.
Версия Prisma для Android была опубликована 24 июля 2016 года. Тогда же была анонсирована версия программы для обработки видео. За 6 дней количество установок приложения достигло 10 миллионов.
27 июля 2016 года запущен специальный бот для мессенджера Telegram.
13 декабря 2018 года компания Prisma Labs выпустила новое приложение Lensa, обрабатывающее селфи и портреты с помощью машинного обучения. Дефекты кожи на снимках приложение ретуширует автоматически .